# Wijken en buurten in Simpelveld
De Nederlandse gemeente Simpelveld is voor statistische doeleinden onderverdeeld in wijken en buurten. De gemeente is verdeeld in de volgende statistische wijken:
- Wijk 00 Simpelveld (CBS-wijkcode:096500)
- Wijk 01 Bocholtz (CBS-wijkcode:096501)

Een statistische wijk kan bestaan uit meerdere buurten. Onderstaande tabel geeft de buurtindeling met kentallen volgens het Centraal Bureau voor de Statistiek (2008):
| CBS-buurtcode | Buurtnaam         | Inwonertal | Opp. totaal (ha) | Opp. land (ha) | Ligging                |
| ------------- | ----------------- | ---------- | ---------------- | -------------- | ---------------------- |
| BU09650000    | Simpelveld        | 2440       | 144              | 144            | Locatie in de gemeente |
| BU09650001    | Hulsveld          | 1630       | 52               | 52             | Locatie in de gemeente |
| BU09650002    | Huls              | 350        | 44               | 44             | Locatie in de gemeente |
| BU09650003    | Molsberg-Rodeput  | 1060       | 74               | 74             | Locatie in de gemeente |
| BU09650009    | Verspreide huizen | 180        | 545              | 545            | Locatie in de gemeente |
| BU09650100    | Bocholtz          | 4620       | 394              | 394            | Locatie in de gemeente |
| BU09650101    | Bocholtzerheide   | 520        | 178              | 178            | Locatie in de gemeente |
| BU09650102    | Prickart-Broek    | 260        | 133              | 133            | Locatie in de gemeente |
| BU09650103    | Baneheide         | 140        | 39               | 39             | Locatie in de gemeente |